# Таггарт (озеро)
Таггарт (англ. Taggart Lake) — озеро в Соединённых Штатах Америки, расположено на территории округа Титон штата Вайоминг. Озеро и его окрестности относятся к территории национального парка Гранд-Титон.
Находится на высоте 2104 метра над уровнем моря. Площадь водного зеркала — 0,45 км². Средняя глубина равна 25 м.
Через озеро с запада на восток протекает речка Таггарт-Крик, правый приток Коттонвуд-Крика, впадающего в Снейк. Ручей ежесекундно приносит в озеро от 0,14 м³ в октябре до 2,49 м³ в июне (5,1 и 88 кубических футов в секунду соответственно).
Таггарт окружён лесами и зарослями кустарников. Озеро образовано ледниковой мореной.